# Ocaria ocrisia
Ocaria ocrisia is een vlinder uit de familie van de Lycaenidae. De wetenschappelijke naam van de soort werd als Thecla ocrisia in 1868 gepubliceerd door William Chapman Hewitson.

## Synoniemen
- Thecla zora Hewitson, 1869
- Thecla peruviana Erschoff, 1876